# Ноко, Ишмаэль
Ишмаэль Ноко (род. 29 октября 1943, Южная Родезия) — южноафриканский лютеранский пастор, Генеральный Секретарь Всемирной Лютеранской Федерации (c 1994).
Родился в Родезии. Окончил университет в Претории, а также Университет Зулулэнда. В 1971 году получил степень бакалавра искусств, а в 1974 — степень мастера Лютеранской Методологической семинарии в Саскатуне. Ординирован в Канаде в 1972 году. В 1977 году получил степень доктора философии университета Мак-Гилл (Канада). С 1977 по 1982 годы работал в университете Ботсваны. Награждён Премией Лютера (1994).